# Atlalilco (estación)
Atlalilco es una de las estaciones que forman parte del Metro de la Ciudad de México, es la correspondencia de la Línea 8 y la Línea 12. Se ubica al oriente de la Ciudad de México, en la alcaldía Iztapalapa.

## Información general
La estación debe su nombre al Medio Pueblo de Atlalilco, del que forma parte el barrio de Santa Bárbara. Antes de ser absorbida por la mancha urbana de la Ciudad de México, Iztapalapa estaba organizada de la siguiente forma: se dividía en ocho barrios que a su vez se agrupaban en dos medios pueblos. El oriente de la localidad histórica de Iztapalapa corresponde al medio pueblo de Axomulco, y el poniente al medio pueblo de Atlalilco. El ícono que identifica a esta estación es un pozo de agua.

### Transbordo
La distancia aproximada de 880 metros, en el transbordo entre Línea 8 y la Línea 12, se debe a una muy mala planeación de la Línea 12. El proyecto original nunca tenía contemplado hacer de Atlalilco una estación de correspondencia, se tenía planeado construir una estación llamada "Axomulco" (denominada al principio del proyecto como "Del Paso") la cual conectaría ambas líneas. Sin embargo, la estación fue cancelada por inconvenientes presentadas con la Línea 8, ya que para realizar la construcción, se tenía que cerrar parte del tramo operativo de Línea 8 durante varios meses y con el argumento de "no afectar a los usuarios" se decidió por cancelar las obras de construcción y desechar la estación. A raíz de ello se tomó la decisión de hacer de esta estación, en una de correspondencia forzada (al ser la estación de la Línea 8 más cercana para realizar la conexión con la Línea 12) dando origen al transbordo más largo de la red y desplazando como el más largo, al transbordo de la estación La Raza (de la líneas 3 y 5), que ocupó ese lugar desde 1982 hasta 2012.

### Incidencias
La estación fungió como terminal provisional de la línea 12 en dos ocasiones; Primero a causa  de los trabajos de mantenimiento mayor que se realizaron desde la estación próxima Culhuacán a la terminal Tláhuac entre el 12 de marzo de 2014 y el 29 de noviembre de 2015.
Y por segunda ocasión desde el 15 de enero hasta el 15 de julio de 2023 funcionó como terminal provisional de la línea 12, después de que la estación en la Línea 12 permaneció cerrada desde el 4 de mayo de 2021 por seguridad, debido a un desplome que ocurrió en la interestación Tezonco-Olivos con dirección a Tláhuac y que dejara un saldo de 27 fallecidos y 80 heridos.

## Afluencia
La siguiente tabla presenta la afluencia de la estación en el año 2014, organizados en días laborales, fines de semana y días festivos.
| Día           | Afluencia promedio |
| ------------- | ------------------ |
| Laboral       | 41,128             |
| Fin de semana | 23,872             |
| Día festivo   | 17,347             |

Las siguientes tablas muestran la afluencia de la estación (por línea) en los últimos 10 años:
| Afluencia Anual de Pasajeros (Línea 8) | Afluencia Anual de Pasajeros (Línea 8) | Afluencia Anual de Pasajeros (Línea 8) | Afluencia Anual de Pasajeros (Línea 8) | Afluencia Anual de Pasajeros (Línea 8) | Afluencia Anual de Pasajeros (Línea 8) |
| -------------------------------------- | -------------------------------------- | -------------------------------------- | -------------------------------------- | -------------------------------------- | -------------------------------------- |
| Año                                    | Afluencia                              | A Diario                               | Ranking                                | Incremento                             | Ref.                                   |
| 2024                                   | -                                      | -                                      | -                                      | -                                      |                                        |
| 2023                                   | 5,005,606                              | 13,713                                 | 94°/187                                | -10.84%                                | [ 7 ]                                  |
| 2022                                   | 5,614,055                              | 15,380                                 | 71°/175                                | +21.63%                                | [ 8 ]                                  |
| 2021                                   | 4,615,611                              | 12,645                                 | 58°/195                                | +45.23%                                | [ 9 ]                                  |
| 2020                                   | 3,178,039                              | 8,683                                  | 113°/195                               | -43.36%                                | [ 10 ]                                 |
| 2019                                   | 5,611,383                              | 15,373                                 | 117°/195                               | -1.47%                                 | [ 11 ]                                 |
| 2018                                   | 5,694,912                              | 15,602                                 | 116°/195                               | +8.04%                                 | [ 12 ]                                 |
| 2017                                   | 5,271,085                              | 14,441                                 | 121°/195                               | -3.98%                                 | [ 13 ]                                 |
| 2016                                   | 5,489,819                              | 14,999                                 | 120°/195                               | -1.50%                                 | [ 14 ]                                 |
| 2015                                   | 5,573,190                              | 15,269                                 | 112°/195                               | +2.72%                                 | [ 15 ]                                 |

| Afluencia Anual de Pasajeros (Línea 12) | Afluencia Anual de Pasajeros (Línea 12) | Afluencia Anual de Pasajeros (Línea 12) | Afluencia Anual de Pasajeros (Línea 12) | Afluencia Anual de Pasajeros (Línea 12) | Afluencia Anual de Pasajeros (Línea 12) |
| --------------------------------------- | --------------------------------------- | --------------------------------------- | --------------------------------------- | --------------------------------------- | --------------------------------------- |
| Año                                     | Afluencia                               | A Diario                                | Ranking                                 | Incremento                              | Ref.                                    |
| 2024                                    | -                                       | -                                       | -                                       | -                                       |                                         |
| 2023                                    | 6,344,605                               | 17,382                                  | 70°/187                                 | X                                       | [ 7 ]                                   |
| 2022                                    | 0                                       | 0                                       | X                                       | -100.00%                                | [ 8 ]                                   |
| 2021                                    | 847,723                                 | 2,322                                   | 183°/195                                | -71.20%                                 | [ 16 ]                                  |
| 2020                                    | 2,943,812                               | 8,043                                   | 119°/195                                | -42.42%                                 | [ 17 ]                                  |
| 2019                                    | 5,112,833                               | 14,007                                  | 127°/195                                | +4.10%                                  | [ 18 ]                                  |
| 2018                                    | 4,911,648                               | 13,456                                  | 127°/195                                | +7.90%                                  | [ 19 ]                                  |
| 2017                                    | 4,551,908                               | 12,470                                  | 131°/195                                | +1.21%                                  | [ 20 ]                                  |
| 2016                                    | 4,497,651                               | 12,288                                  | 133°/195                                | -67.05%                                 | [ 21 ]                                  |
| 2015                                    | 13,651,138                              | 37,400                                  | 27°/195                                 | -6.14%                                  | [ 22 ]                                  |

## Conectividad

### Salidas
- Por Línea 8 al Norte: Avenida Ermita-Iztapalapa entre Eje 8 Sur Calzada Ermita-Iztapalapa, Calle General Anaya y Calle Los Reyes, Colonia Santa Bárbara.
- Por Línea 8 al Suroriente: Avenida Ermita-Iztapalapa y Eje 8 Sur Calzada Ermita-Iztapalapa, Colonia Santa Bárbara.
- Por Línea 8 al Surponiente: Eje 8 Sur Calzada Ermita-Iztapalapa y Calle Antiguo Camino a los Reyes, Colonia Ampliación Ricardo Flores Magón.
- Por Línea 12 al Norte: Avenida Tláhuac y Eje 8 Sur Calzada Ermita-Iztapalapa, Colonia Santa Isabel Industrial.
- Por Línea 12 al Sur: Avenida Tláhuac y Calle Campesinos, Colonia Santa Isabel Industrial.

### Conexiones
Existen conexiones con las estaciones y paradas de diversos sistemas de transporte:
Red de Transporte de Pasajeros de la Ciudad de México
- Módulo 4 Alcaldía Iztapalapa:
  - Ruta 1-D (Mixcoac - Santa Martha).
  - Ruta 52-C (Zapata - Santa Martha).

Corredores Concesionados
- Corredor 6: Eje 8-Iztapalapa (COVISUR) (Barranca del Muerto / Ermita).